# Москвитянин (эсминец, 1905)
«Москвитянин» — эскадренный миноносец (до 27 сентября (10 октября) 1907 года — минный крейсер) типа «Финн».

## История строительства
Заложен по заказу «Особого Комитета по усилению военного флота на добровольные пожертвования» на судоверфи Путиловского завода в Санкт-Петербурге летом 1904 года. 11 сентября 1904 года зачислен в списки судов Балтийского флота. Спущен на воду 7 мая 1905 года.
В 1909—1910 годах был перевооружён при капитальном ремонте котлов с заменой водогрейных трубок на судоверфи завода акционерного общества «В. Крейтон и Ко» в Санкт-Петербурге.
Главные механизмы были отремонтированы в 1914—1915 годах на Сандвикском заводе в Гельсингфорсе.
Название корабля связано с вкладом москвичей в сбор денежных средств на его строительство.

## История службы
В годы первой мировой войны в составе 5-го дивизиона эскадренных миноносцев участвовал в нападениях на вражеские коммуникации и в минно-заградительных действиях в районе Виндавы и Рижского залива.
26 октября 1917 года вошел в состав Красного Балтийского флота. В апреле 1918 года после перехода из Гельсингфорса в Кронштадт был выведен в резерв.
15 октября 1918 года переведён из Петрограда по Мариинской водной системе в Астрахань.
Весной 1919 года в северной части Каспийского моря в составе Астрахано-Каспийской флотилии участвовал в боях против белогвардейской флотилии и кораблей английских интервентов, чтобы не допустить их проникновения в Волгу.
В результате близких разрывов авиабомб бою в Тюб-Караганском заливе 22 мая 1919 года получил повреждение и затонул.
10 января 1920 года был поднят белогвардейцами и в неисправном состоянии включен в состав их морских сил Каспийского моря.
28 марта 1920 года был уничтожен артиллерийским огнём при отступлении белогвардейцев из Петровска.

## Командиры
- Максимов, Андрей Семёнович — 1906—1908 годы.
- Бестужев-Рюмин, Анатолий Иванович — 1908—1911 годы.
- Домбровский, Алексей Владимирович — 1914—1915 годы.
- Пилкин, Алексей Константинович — 1915—1916 годы.
- Рыжей Алексей Александрович — 12.12.1916 — 27.02.1917